# گلیم افشار کرمان
افشار‌های کرمان به علت تولید انبوه قالی‌های گره دار، گلیم‌های زیادی که می‌بافند که شاید در بین قبایل ایران از بیشترین تنوع برخوردار باشد. گلیم‌های افشار طرح‌ها و نگاره‌های مختلف دارند که بعضی از آن‌ها دست بافته‌های هندی را یاداوری می‌کنند.

## ویژگی‌های گلیم افشار کرمان
- طرح زمینه در این گلیم‌ها بسیار گوناگون و متفاوت است و از نگاره‌های گلی شکل سفید، کوچک و پراکنده استفاده می‌شود.
- ابعاد این‌ها اکثراً کوچک و مستطیل شکل است.
- مواد اولیه به کار رفته در این‌ها تارهای ضخیم نخی و پودهای زبر پشمین است.
- روش بافت به کار رفته در این‌ها ،بافت چاکدار،متصل جفت قلاب و پیچ بافی است.
- ریشه‌ها در این انواع بسیار مختلفی دارد.
- رنگ به کار رفته در این قرمز تیره، آبی، زرد، سفید و بعضی اوقات سبز است.
- شیرازه‌ها در این  به وسیله ریسمان‌های اضافی با طرح‌های مارپیچی تقویت شده‌است.

## وجه تسمیه
این قبیله مهم‌ترین و بزرگ‌ترین گروه از قبایل افشار است که در قرن شانزدهم، به دلیل قیام علیه شاه صفوی به کرمان تبعید شدند.
ساکنان کوه نشین این قبایل به صورت ییلاق و قشلاق زندگی می‌کنند،زمستان را در مناطق گرم سواحل خلیج فارس سپری می‌کنند.
با اینکه نژادهای مختلف در این ناحیه ترکیب شدند اما هنوزهم قبایل گوناگون ارزش‌های فردی و فرهنگی خود را محترم می‌شمارند از طرفی برای ادامهٔ حیات و مقابله با مشکلات سخت معیشتی کوچ نشینی کاملاً در حفظ اتحاد خود می‌کوشند.